# Federació Alemanya d'Atletisme
La Federació Alemanya d'Atletisme (en alemany: Deutscher Leichtathletik-Verband, DLV) és el màxim òrgan de gestió de l'atletisme a Alemanya.
Des de 2010, les seves equipacions esportives són facilitades per la marca Nike.